# Éric Laboureix
Éric Laboureix, né le 12 avril 1962 à Lyon, est un champion de ski acrobatique français, licencié à La Plagne. Il totalise 34 victoires en Coupe du monde et a notamment été 5 fois vainqueur de la Coupe du monde de ski acrobatique au classement général (1986, 1987, 1988, 1990 et 1991) et 4 fois vainqueur de la coupe du monde de ski acrobatique en combiné (1986, 1987, 1990 et 1991), soit 9 globes de cristal.

## Biographie
Après sa carrière sportive, il reste impliqué dans l’univers du sport de haut-niveau, en tant que consultant, manager d’athlètes et prestataire pour la Fédération française de ski. Parallèlement, il crée le groupe ELPRO (Activités Outdoor, organisation de séminaires, école de ski), ainsi que 5 magasins de sports et une boutique de Sportswear, sur les différentes stations de La Plagne.
En 2006, il s’associe au groupe Decathlon et à Dominique Chomarat pour créer l’enseigne Skimium. En 2016, il devient Président du Conseil de surveillance et rachète l’intégralité des parts de la société, toujours avec Dominique Chomarat, ainsi qu’avec Guy Belec, qui reste Directeur Général de Skimium.
Passionné de sport automobile, il a également été finaliste du Volant Elf en 1988.

## Palmarès

### Coupe du Monde de ski acrobatique
- 5 gros globe de cristal :
  - Vainqueur du classement général en 1986, 1987, 1988, 1990 et 1991.
- 4 petits globe de cristal :
  - Vainqueur du classement combiné en 1986, 1987, 1990 et 1991.

64 podiums dont 34 victoires en coupe du monde, entre 1983 et 1991.